# Gigantorínquids
Els gigantorínquids (Giganthorhynchidae) són una família d'acantocèfals, l'única de l'ordre Gigantorhynchida. Són cucs paràsits que s'aferren a la paret intestinal de vertebrats terrestres

## Gèneres i espècies
Gigantorhynchus
- Gigantorhynchus echinodiscus (Diesing, 1851)
- Gigantorhynchus lopezneyrai Diaz-ungria, 1958
- Gigantorhynchus lutzi Machado, 1941
- Gigantorhynchus ortizi Sarmiento, 1954
- Gigantorhynchus pasteri Tadros, 1966
- Gigantorhynchus ungriai Antonio, 1958

Mediorhynchus
- Mediorhynchus alecturae (Johnston & Edmonds, 1947)
- Mediorhynchus cambellensis Soota, Srivastava, Glosh, 1969
- Mediorhynchus centurorum Nickol, 1969
- Mediorhynchus colluricinclae
- Mediorhynchus conirostris Ward, 1966
- Mediorhynchus corcoracis Johnston & Edmonds, 1950
- Mediorhynchus edmondsi Schmidt & Kuntz, 1977
- Mediorhynchus emberizae (Rudolphi, 1819)
- Mediorhynchus empodius (Skrjabin, 1913)
- Mediorhynchus gallinarum (Bhalerao, 1937)
- Mediorhynchus giganteus Meyer, 1931
- Mediorhynchus grandis Van Cleve, 1916
- Mediorhynchus indicus George, et al, 1981
- Mediorhynchus edmondsi * Mediorhynchus kuntzi Ward, 1960
- Mediorhynchus lagodekhiensis Kuraschvili, 1955
- Mediorhynchus leptis Ward, 1966
- Mediorhynchus lophurae Wang, 1966
- Mediorhynchus mattei Marchand & Vassiliades, 1982
- Mediorhynchus meiringi Bisseru, 1960
- Mediorhynchus micranthus (Rudolphi, 1819)
- Mediorhynchus mirabilis (Marval, 1905)
- Mediorhynchus muritensis Lundstrom, 1942
- Mediorhynchus najasthanensis Gupta, 1976
- Mediorhynchus numidae (Baer, 1925)
- Mediorhynchus orientalis Belopolskaya, 1953
- Mediorhynchus oswaldocruzi Travassos, 1923
- Mediorhynchus otidis (Miescher, 1841)
- Mediorhynchus papillosus Van Cleve, 1916
- Mediorhynchus passeris Das, 1951
- Mediorhynchus pauciuncinatus Dollfus, 1959
- Mediorhynchus petrochenkoi Gvosdev & Soboleva, 1966
- Mediorhynchus pintoi Travassos, 1923
- Mediorhynchus rajasthanensis Gupta, 1976
- Mediorhynchus robustus Van Cleve, 1916
- Mediorhynchus rodensis Cosin, 1971
- Mediorhynchus sharmai Gupta & Lata, 1967
- Mediorhynchus sipocotensis Tubangui, 1935
- Mediorhynchus taeniatus (Linstow, 1901)
- Mediorhynchus tanagrae (Rudolphi, 1819)
- Mediorhynchus tenuis Meyer, 1931
- Mediorhynchus textori Barus, et al, 1978
- Mediorhynchus turnixena (Tubangui, 1931)
- Mediorhynchus vaginatus (Diesing, 1851)
- Mediorhynchus vancleavei (Lundstrom, 1942)
- Mediorhynchus wardi Schmidt & Canaris, 1967
- Mediorhynchus zosteropis (Porta, 1913)